# Macco di fave
Il macco di fave, in siciliano maccu di favi, è un piatto tipico siciliano, inserito nella lista dei prodotti agroalimentari tradizionali italiani (P.A.T.) del Ministero delle politiche agricole alimentari e forestali (MiPAAF).

## Diffusione
La sua preparazione è diffusa in tutta la Sicilia. Viene considerato il piatto tipico di Raffadali, comune del Libero consorzio comunale di Agrigento (u paisi dû maccu è il soprannome dato a Raffadali dagli abitanti dei paesi limitrofi). 
A pasta co' maccu è altresì la pietanza tipica della festa di San Giuseppe che si svolge ogni anno il 19 marzo a Ramacca, nella città metropolitana di Catania, e molto caratteristica è la degustazione del pasto nella piazza principale del paese.

## Storia
Piatto povero della cultura contadina e nello stesso tempo molto nutriente, il macco di fave risale all'antichità. Sembra infatti fosse conosciuto al tempo degli antichi romani.

## Ricetta
Consiste in una crema realizzata con una cottura prolungata di fave secche, alle quali viene aggiunta una verdura, solitamente delle bietole, del finocchietto selvatico, zucchine verdi di tenerume e servita con il solo condimento di olio extravergine di oliva. Alcune varianti prevedono anche l'aggiunta di pancetta dolce o affumicata e pepe.